# Muriel Bell
Muriel Emma Bell, CBE (* 4. Januar 1897 in Murchison, Tasman District Neuseeland; † 2. Mai 1974 in Dunedin, Neuseeland) war eine neuseeländische Ernährungswissenschaftlerin und Forscherin im medizinischen Bereich.

## Frühes Leben
Muriel Emma Bell wurde am 4. Januar 1898 als Tochter der Eheleute Eliza Sheat und dem Farmer Thomas Bell in Murchison geboren. Bells Kindheit war von einigen Tragödien in der Familie geprägt. 1905 und 1906 starben zwei Geschwister, ein weiteres Jahr später starb ihre Mutter bei einem Straßenbahnunfall in Wellington und ihr Vater wurde so schwer verletzt, dass er seine Arbeit in der Landwirtschaft nicht mehr fortführen konnte.

## Schule und Studium
Bell besuchte zunächst die Murchison School im Ort, wechselte dann später, als ihr Vater mit den Kindern nach Nelson zog und Bürgermeister von Richmond wurde, zur Nelson Girls’ Central School, gewann ein Stipendium und wechselte 1911 noch einmal und besuchte das Nelson College for Girls. Mit einem weiteren Stipendium in der Tasche begann sie zunächst an dem Victoria University College in Wellington zu studieren, wechselte dann aber 1917 zur University of Otago Medical School nach Dunedin. 1921 schloss sie dort ihr Studium mit einem Bachelor ab und schloss ein weiteres Studium an, das sie 1922 mit einem Bachelor of Medicine und einem Bachelor of Surgery beendete. 1926 wurde ihr von der University of Otago schließlich der Doktortitel verliehen. Ihre Dissertation hatte den Basalstoffwechsel beim Kropf zum Thema. Diese frühe Forschungsarbeit begründete ihren Ruf als Forscherin und trug zur Einführung von Jodsalz bei.

## Arbeit als Ärztin und Dozentin
Während ihrer Arbeit an ihrer Dissertation arbeitete Bell ab 1922 als Assistentin ihres Doktorvaters Professor John Malcolm in der Physiologie und als Chirurgin am Dunedin Hospital. Von 1923 bis 1927 lehrte sie als Dozentin für Physiologie an der Otago Medical School und war damit die erste Akademikerin der Schule.

## 1. Ehe
Am 10. Januar 1928 heiratete Bell in Wellington den Arbeiter James Saunders, der sich in der New Zealand Labour Party engagierte. Peter Fraser, ein Gründungsmitglied der Partei, wurde ihr Trauzeuge. Die Ehe blieb kinderlos und Bell behielt, da sie sich in der Forschung bereits einen Namen gemacht hatte, ihren Namen bei. Ihr Mann verstarb 1940.

## Forschungsarbeit
1929 erhielt Bell das William Gibson Research Scholarship für Frauen in der Medizin im Britischen Empire. Mit dem Förderungsgeld war sie in der Lage für das neu gegründete Department of Scientific and Industrial Research (DSIR) die sogenannte Bush Sickness (Buschkrankheit) bei Schafen zu untersuchen.

## England
Die von ihr festgestellten Defizite im Boden führten dazu, dass sie 1930 zusammen mit ihrem Mann nach England reiste, um mit dem Ernährungswissenschaftler Professor Jack Drummond am University College London über Vitamine zu forschen. Sie blieben bis 1932 in England, wo Bell für eine Jahr als Pathologin von dem von Frauen geführten Elizabeth Garrett Anderson Hospital arbeitete.

## Neuseeland
Zurück in Neuseeland ging Bell 1935 wieder nach Dunedin, um dort an der Otago Medical School einen Lehrauftrag für Physiologie und experimentelle Pharmakologie anzunehmen. Als 1937 die erste Labour-Regierung den Medical Research Council (Rat für medizinische Forschung) gründete, wurde Bell Gründungsmitglied und gehörte dem Rat in den folgenden zwei Jahrzehnten an. Des Weiteren war sie Mitglied und später auch Vorsitzende des Nutrition Committee (Ausschuss für Ernährung), vertrat Frauen und Kinder im Board of Health, in dem sie von 1937 bis 1965 einziges weibliches Mitglied war.
1940 ernannte die Labour-Regierung Bell zum ersten Nutrition Officer (Ernährungsbeauftragten) des Gesundheitsministeriums. Von nun an hatte sie zwei Ämter, das der Ernährungsbeauftragten und das der Direktorin des Nutrition Research (Ernährungsforschung) an der Otago Medical School.

## 2. Ehe
Am 20. Juni 1942 heiratete Bell den Chefinspektor für Fischerei und Direktor der Fischereiforschung, Alfred Ernest Hefford und wurde Stiefmutter von Heffords sieben Kindern, von denen sechs bereits erwachsen waren. 15 Jahre später verstarb ihr Mann.

## Öffentlichkeitsarbeit und Forschung
Bell war in zahlreichen Kampagnen zur Verbesserung der Gesundheit der Menschen und in einem breiten Spektrum an Forschungsarbeiten aktiv, zu dem der Vitamingehalt von neuseeländischem Obst, Gemüse, Fisch und Getreide ein ihr wichtiges Thema war zu publizieren. Sie informierte die Öffentlichkeit dazu über das Gesundheitsministerium, über die Plunket Society und über die Presse. Im Auftrag des Nutrition Committee des Medical Research Council schrieb sie das Lehrbuch „Good Nutrition – Principles and Menus“. das 1939 erstmals veröffentlicht wurde. Ab 1941 schrieb sie über 100 Artikel für den New Zealand Listener, schrieb zahlreiche Artikel für Fachzeitschriften, Magazine und Zeitungen, und war auch mit ihren Beiträgen über das Radio zuhören. Sie war als einzige Frau Mitglied des 1945 gegründeten Central Milk Council und warb intensiv für die Schulmilch für Kinder. Sie setzte sich für die Pasteurisierung von Milch ein, und später auch für dessen Homogenisierung. Sie klärte die Industrie und die Öffentlichkeit über die Auswirkungen des Sonnenlichts auf die in Glasflaschen abgefüllte Milch auf und setzte sich dafür ein, dass die Milch in überdachten Lastwagen angeliefert werden musste. Nach einem Forschungsaufenthalt an der Harvard University im Jahr 1952, bei dem sie sich über die Fluoridierung von Wasser überzeugen ließ, setzte sie sich nach ihrer Rückkehr nach Neuseeland dafür ein, gleiches in Neuseeland durchzuführen. Ihre Kampagne für die Fluoridierung führte aber zunächst zu heftiger Ablehnung und Gegenwehr. Doch sie gewann die Auseinandersetzung und wurde 1958 Mitglied des Fluoridation Committee (Fluoridierungsausschusses) des Gesundheitsministeriums.
In den 1950er Jahren forschte sie über Cholesterin und Herzkrankheiten, wurde in den 1950er Jahren eingeladen, Erhebungen zur Ernährung auf den Fidschi-Inseln und in Westsamoa durchzuführen und erstellte aufgrund ihres Rufes die Essensrationen für die Männer und Hunde der arktischen Expedition von Edmund Hillary in den Jahren 1956 bis 1957.
Muriel Emma Bell war bis zuletzt wissenschaftlich aktiv und verstarb am 2. Mai 1974 im Alter von 77 Jahren in Dunedin.

## Ehrungen
- 1941 – Fellow des New Zealand Institute of Chemistry
- 1952 – Fellow der Royal Society of New Zealand
- 1952 – Fellow der Royal Society of Medicine
- 1959 – Fellow der Royal Australasian College of Physicians
- 1959 – Commander of the Most Excellent Order of the British Empire (CBE)
- 1968 – Ehrendoktorwürde der University of Otago

Quelle: Dictionary of New Zealand Biography
Außerdem war sie Mitglied
- der Physiological Society of New Zealand,
- der Nutrition Society of New Zealand,
- der New Zealand Dietetic Association und
- der New Zealand Dental Association.

Quelle: Dictionary of New Zealand Biography